# Mount Katahdin
Mount Katahdin – góra w Stanach Zjednoczonych, w paśmie Appalachów, w środkowej części stanu Maine, w hrabstwie Piscataquis, położona na terenie parku stanowego Baxter, około 30 km na północny zachód od miasta Millinocket. Najwyższy szczyt, Baxter Peak – 1606 m n.p.m., jest najwyższym wzniesieniem stanu Maine.
Mount Katahdin wyznacza północny koniec turystycznego Szlaku Appalachów